# Petter Northug
Petter Northug jr. (* 6. Januar 1986 in Mosvik, Nord-Trøndelag) ist ein norwegischer Skilangläufer. Der sechsfache Juniorenweltmeister gewann im Alter von 20 Jahren als jüngster Skilangläufer einen Weltcupwettbewerb. Mit 13 Goldmedaillen ist Northug der zweit erfolgreichste Langläufer bei nordischen Weltmeisterschaften. Zudem gewann er zwei Mal den Gesamtweltcup und krönte sich 2010 in Vancouver zum Doppelolympiasieger.

## Leben und Karriere

### Juniorenzeit (bis 2005)
Nachdem Northug sich in seiner Jugend auch als Biathlet und Skispringer versucht hatte, entschied er sich aufgrund seiner Laufstärke sich voll und ganz auf den Skilanglauf zu konzentrieren, woraufhin er schon im Alter von 16 Jahren im Continental Cup eingesetzt wurde. Im Februar 2004 folgte sein erster Einsatz bei Nordischen Juniorenweltmeisterschaften im heimischen Stryn, wo er als einziger norwegischer Starter das Halbfinale im Sprint erreichte und Platz sechs im Endklassement belegen konnte. Über die 10 Kilometer Freistil belegte er beim Sieg des Deutschen Franz Göring direkt hinter Dario Cologna den 25. Platz. In der Saison 2004/05 wurde er nach guten Resultaten im Scandinavian Cup, unter anderem ein zweiter Platz über 15 Kilometer Freistil in Lapinlahti, erstmals im Weltcup eingesetzt. Als jüngster Athlet im Starterfeld verpasste er als 35. im Sprint in Drammen knapp die Finalläufe. Zwei Wochen später bei den Juniorenweltmeisterschaften in Rovaniemi zeigte er erneut, welche großes Potential in ihm steckt. Gleich zu Beginn der Titelkämpfe sicherte er sich im Endspurt den Titel im Verfolgungswettbewerb. Über die 10 Kilometer Freistil Distanz siegte er deutlich mit 30 Sekunden Vorsprung vor dem Japaner Keishin Yoshida, im Sprintwettbewerb, der in der klassischen Technik ausgetragen wurde, musste er sich nur seinem Landsmann Even Sletten geschlagen geben und im abschließenden Staffelwettbewerb sicherte er sich mit dem norwegischen Team die Silbermedaille hinter der siegreichen russischen Staffel.

### Durchbruch in die Weltspitze (2006–2007)
Zu Beginn der Saison 2005/06 konnte Northug in Beitostølen erneut an einem Weltcupwettbewerb teilnehmen. Mit der Startnummer 21 ins Rennen gegangen erkämpfte er sich über die 15 Kilometer klassisch als 21. seine ersten Weltcuppunkte. Kurze Zeit später folgte in Vuokatti über 15 Kilometer Freistil sein erster Sieg im Scandinavian Cup. Im Januar 2006 gewann Northug seinen ersten norwegischen Meistertitels bei den Senioren im Zielsprint gegen seinen Trainingskameraden Frode Estil im Verfolgungswettbewerb und wurde der erste Junior, der einen Titel im Seniorenbereich bei norwegischen Meisterschaften gewinnen konnte. Nach weiteren Einsätzen im Weltcup, bei denen er meist unter die Top 30 laufen konnte, und weiteren Siegen im Scandinavian Cup fuhr er als großer Favorit zu den Juniorenweltmeisterschaften nach Kranj. Dort gelang es Northug alle vier zu vergebenen Titel (Sprint, 10 km klassisch, Verfolgung und Staffel) zu gewinnen. Obwohl er aufgrund der Leistungen in dieser Saison als neuer Star in Norwegen gefeiert wurde, wurde er nicht für die Olympischen Spiele 2006 in Turin nominiert. Dass eine Nominierung gerechtfertigt gewesen wäre, bewies er bei den Weltcup-Wettbewerben, die nach Olympia ausgetragen wurden. Northug, der sich als Führender im Scandinavian Cup die Teilnahme am Weltcup erarbeitet hatte, erreichte als Siebenter beim Sprint in Borlänge erstmals eine Top-Ten-Platzierung. Einen Tag später setzte er sich dann in Falun gegen die gesamte Weltelite durch und gewann als jüngster Sieger aller Zeiten vor dem Führenden im Weltcup Tobias Angerer und Axel Teichmann den Verfolgungswettbewerb. Beim letzten Weltcupwettbewerb im Japanischen Sapporo bestieg er als Zweiter hinter Mathias Fredriksson erneut das Podest. Er beendete die Saison als 14. im Gesamtweltcup und gewann die Gesamtwertung des Scandinavian Cups.
Seit Beginn der Saison 2006/07 ist Northug Mitglied der norwegischen Nationalmannschaft. Nach anfänglichen Problemen zu Beginn der Saison zeigte er bei der erstmals ausgetragenen Tour de Ski stabile Resultate unter den Top Ten, was ihm den vierten Gesamtrang im Endklassement sicherte. Auch nach der Tour de Ski zeigte er mit zwei fünften Plätzen in Davos und Changchun, dass bei den Nordischen Skiweltmeisterschaften 2007 in Sapporo mit ihm zu rechnen ist. Im Teamsprint erreichte er jedoch mit Tor Arne Hetland, der im Finale stürzte, nur den siebenten Platz. In seinem Lieblingsrennen, dem Verfolgungswettbewerb, gehörte Northug zur Spitzengruppe und erhöhte er kurz vor dem Ziel das Tempo. Er verhakte sich jedoch mit seinen Stöcken und Skiern unglücklich, stürzte und belegte am Ende tief enttäuscht nur den fünften Platz. Im 15-Kilometer-Freistil-Wettbewerb, der von starkem Schneefall in der Gruppe der besten Läufer geprägt wat, wurde er gar nur 24. Im Staffelwettbewerb zeigte Northug jedoch einmal mehr seine Stärken im Schlussspurt und verwies mit einem starken Antritt Jewgeni Dementjew and Anders Södergren auf den Silber- bzw. Bronzeplatz. Nach dem Gewinn seines ersten Weltmeistertitels setzte sich Northug auch erstmals in Lahti bei einem Weltcup-Sprint-Wettbewerb durch. Am Ende der Saison verbesserte er sich im Gesamtweltcup auf den siebten Platz. In der Saison 2007/08 zeigte Northug wechselhafte Leistungen. Zwar verbesserte er seine Sprintqualitäten und gewann bei der Tour de Ski 2007/08 den Sprint in Asiago, erreichte aber vor allem bei Distanzrennen oftmals auch nur Platzierungen um den 30. Platz. Am Ende der Saison verbesserte er sich im Sprintweltcup auf Platz 14 und belegte im Gesamtweltcup den zwölften Platz.

### Erster Einzel-Weltmeistertitel und Olympiasieg (2008–2010)
Gleich zu Beginn der Saison 2008/09 bewies Northug, dass er wieder zu alter Stärke in Distanzrennen zurückgefunden hatte. Im ersten Weltcupwettbewerb der Saison in Gällivare über die Distanz von 15 Kilometer Freistil, belegte er erstmals in seiner Karriere bei einem Rennen mit Intervallstart einen Podiumsplatz. Zwei Wochen später gewann er in La Clusaz den Weltcup über den 30 Kilometer Freistil (Massenstart). Seine gute Forms bewies er auch bei der Tour de Ski 2008/09, bei der er den Sprint in Nové Město na Moravě für sich entschied und sich auf der letzten Etappe von Platz fünf auf Platz zwei vorkämpfen konnte. Beim Saisonhöhepunkt, den Nordischen Skiweltmeisterschaften 2009 in Liberec, zeigte Northug, dass er es wie kein anderer versteht, bei Massenstart-Wettbewerben kraftschonend im Windschatten zu laufen, um dann seine Sprintstärke im Endspurt auszuspielen. Nachdem er sich lange Zeit im hinteren Feld versteckt hatte, setzte er sich bei der entscheidenden Attacke von Anders Södergren zusammen mit Giorgio Di Centa, Alexander Legkow und Södergren vom Feld ab. Auf dem letzten Kilometer erhöhte er das Tempo so stark, dass die anderen ihm nicht folgen konnten und er souverän vor Södergren und di Centa seinen ersten Einzelweltmeistertitel gewinnen konnte. Als Schlussläufer des norwegischen Team gelang es Northug wie schon bei der Tour de Ski, einen Rückstand auf Axel Teichmann zuzulaufen. Im Schlussspurt verwies er Teichmann deutlich und sicherte somit der norwegischen Mannschaft erneut die Goldmedaille im Staffelwettbewerb. Seine dritte Goldmedaille gewann Northug, der damit zum erfolgreichsten Athleten der Weltmeisterschaften wurde, im abschließenden Wettbewerb über 50 km Freistil, wo er im Sprint knapp vor dem russischen Läufer Maxim Wylegschanin und Tobias Angerer gewinnen konnte. Im ersten Wettbewerb nach den Weltmeisterschaften bewies Northug, dass er auch im Sprintwettbewerb eine Chance auf eine Medaille gehabt hätte. Im Freistilsprint in Lahti lieferte er sich einen harten Kampf mit dem Sprintweltmeister Ola Vigen Hattestad und gewann sein zweites Weltcuprennen der Saison. Mit einem fünften Platz über 50 Kilometer klassisch in Trondheim eroberte Northug die Führung in der Gesamtwertung des Weltcups und ging als großer Favorit in das Weltcup-Finale. Dort verlor er jedoch auf der dritten Etappe entscheidenden Boden auf Dario Cologna und belegte am Ende mit einem deutlichen Rückstand von über 100 Punkten den zweiten Platz im Gesamtweltcup. Auch in den Gesamtwertungen des Sprint- und Distanzweltcups erreichte er mit Platz fünf und Platz drei die bisher besten Platzierungen seiner Karriere. Ende 2009 gewann er die Wahl zu Norwegens Sportler des Jahres sowie die Aftenposten-Goldmedaille.

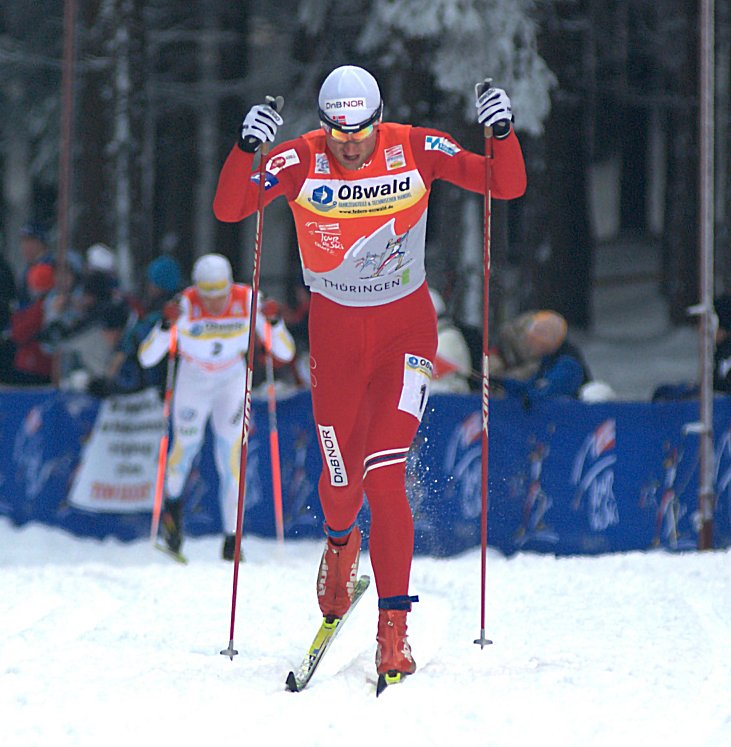
Petter Northug bei der Tour de Ski 2010 in Oberhof

Northug dominierte die Saison 2009/10 mit insgesamt acht Podiumsplatzierungen, darunter fünf Siege und drei zweite Plätze. Des Weiteren gewann er die zweite Etappe der Tour de Ski und belegte den zweiten Platz in der Gesamtwertung hinter Lukáš Bauer. Auch beim Weltcup-Finale konnte er eine Etappe und die Gesamtwertung für sich entschieden. Mit einem deutlichen Vorsprung von 600 Punkte gewann er souverän die Weltcupgesamtwertung und sicherte sich zudem den Gesamtsieg der Distanzwertung und den zweiten Platz in der Sprintwertung. Die Olympischen Spiele 2010 in Vancouver begannen für Northug jedoch mit einer Enttäuschung. Über die 15 Kilometer Freistil blieb er weit hinter den Erwartungen zurück und belegte lediglich den 41. Rang. Aber schon im Sprintwettbewerb fand er wieder zu seiner Stärke zurück und gewann die Bronzemedaille. Im Verfolgungswettbewerb ging er als großer Favorit ins Rennen und gehörte bis kurz vor dem Ende der Spitzengruppe an, als er einen Kilometer vor dem Ziel einen Stockbruch erlitt. Northug konnte die Lücke nicht mehr zulaufen und musste sich mit dem elften Platz zufriedengeben. Im Teamsprint ging Northug zusammen mit Øystein Pettersen an den Start. Vor dem letzten Wechsel konnte sich der Deutsche Tim Tscharnke deutlich absetzen und übergab mit einem Vorsprung von 2,6 Sekunden an Axel Teichmann. Northug gelang es jedoch seine Sprintstärke erneut auszuspielen und Teichmann kurz vor dem Ziel einzuholen und zu überholen und somit seine erste olympische Goldmedaille zu gewinnen. Im Staffelwettbewerb sicherte Northug mit seinen Stärken im Endspurt der norwegischen Staffel die Silbermedaille. Auch im letzten Wettbewerb den 50 Kilometern klassisch (Massenstart) kam es zum Duell des Deutschen Axel Teichmann gegen Petter Northug. Dem Deutschen gelang es sich am letzten Anstieg von der Spitzengruppe zu lösen. Northug konnte jedoch erneut den Rückstand in der Abfahrt reduzieren und gewann wie einige Tage zuvor im Teamsprint das Duell auf der Zielgeraden gegen Teichmann und somit seine zweite Goldmedaille. Im März 2010 gewann er beim Flyktningerennet über 44 km klassisch.

### Weitere WM-Titel und erneuter Gesamtweltcupsieg (2011–2013)
Die Saison 2010/11 begann für den Norweger jedoch wenig erfreulich. Nach schlechten Leistungen im Vorbereitungsrennen in Beitostølen verzichtete er wegen Überbelastung im Training auf die ersten Saisonrennen und kehrte erst in Davos in den Weltcup zurück. Dort belegte er über 15 Kilometer klassisch den zwölften Platz. Im Sprintwettbewerb überstand er die Qualifikation, schied aber schon im Viertelfinale aus. Nach einem dritten Platz zum Auftakt und dem Triumph im 20-km-Massenstart, beendete der Norweger die Tour de Ski wieder als Zweitplatzierter, wie in beiden Jahren zuvor.
Bei den Nordischen Skiweltmeisterschaften 2011 in Oslo verteidigte er seinen Weltmeistertitel in der Verfolgung und wurde hinter dem Schweden Marcus Hellner Zweiter im Sprint. Eine weitere Silbermedaille gewann er gemeinsam mit Ola Vigen Hattestad im Team-Sprint. Mit der norwegischen-Staffel gewann er außerdem die Goldmedaille in der 4 × 10-km-Staffel, wobei Northug als Schlussläufer allerdings für einen negativen Höhepunkt der Weltmeisterschaften sorgte: Mit einem starken Antritt gelang es Northug ein paar hundert Meter vor dem Ziel, sich von seinen Rivalen in der Spitzengruppe abzusetzen. Nachdem er auf der Zielgeraden erkannte, dass ihn kein anderer Läufer mehr einholen konnte, bremste er auf den letzten Metern ab, stellte seine Ski quer, blickte zu seinen Verfolgern zurück und überschritt kurz vor diesen die Ziellinie. Sein Verhalten wird von vielen Medien, aber auch von Athleten und Funktionären als unsportlich und Provokation bezeichnet. Besonders pikant: Die schwedische Staffel gewann die Silbermedaille, wobei Marcus Hellner – der Northug im Sprint-Bewerb knapp schlagen konnte – der Schlussläufer war. Beim abschließenden 50-km-Marathon holte sich Northug erneut die Goldmedaille und verteidigte damit seinen Titel von Liberec erfolgreich. Zweiter wurde wie schon 2009 Maxim Wylegschanin, der sich dem Norweger erneut im Finish geschlagen geben musste. Northug avancierte mit drei Gold- und zwei Silbermedaillen zum erfolgreichsten männlichen Athleten der WM. Im August 2011 gewann er bei den Rollerski-Weltmeisterschaften in Aure Gold im 10-km-Berglauf und Gold im 24-km-Massenstartrennen.
Zu Beginn der Saison 2011/12 belegte er in Sjusjøen den zweiten Rang über 15 km und den ersten Platz mit der Staffel. Bei der folgenden Nordic Opening in Kuusamo erreichte er im 10-km-Einzelrennen und in der Gesamtwertung den ersten Platz. Im weiteren Saisonverlauf gewann er zwei Einzelrennen und ein Rennen mit der Staffel. Die Tour de Ski 2011/12 beendete er auf den dritten Gesamtrang. Dabei holte er zwei Etappensiege und kam drei Mal auf den zweiten Platz. Zum Saisonende erreichte er den fünften Rang im Distanzweltcup und den dritten Platz im Gesamtweltcup. In der Saison 2012/13 belegte er wie im Vorjahr den ersten Platz bei der Nordic Opening und den vierten Rang bei der Tour de Ski 2012/13. Des Weiteren holte in der Saison vier Weltcupsiege, davon drei im Einzel. Im Januar 2013 wurde er in Gåsbu norwegischer Meister im Skiathlon. Bei den Weltmeisterschaften 2013 im Val di Fiemme gewann Northug Gold über 15 km Skating im Intervallstart und in der Staffel. Außerdem errang er Silber im Einzelsprint. Als Titelverteidiger blieb er sowohl im Skiathlon als Vierter als auch über 50 km als 21. ohne Edelmetall. Dennoch konnte er seinen Status als erfolgreichster männlicher Langlaufathlet wie schon bei den vorhergegangenen Großereignissen behaupten. Beim Weltcupfinale in Falun errang er den ersten Platz in der Gesamtwertung und erreichte damit den dritten Platz im Distanzweltcup, den zweiten Rang im Sprintweltcup und den ersten Platz im Gesamtweltcup.

### Olympia ohne Medaille und Comeback vier WM-Titel (2014–2016)
Nach schwächeren Beginn in die Saison 2013/14 mit dem 13. Rang bei der Nordic Opening kam er in Lillehammer mit der Staffel auf den dritten Platz und erreichte bei der Tour de Ski 2013/14 den dritten Gesamtrang. Im Dezember 2013 siegte er beim La Sgambeda. Beim Saisonhöhepunkt den Olympischen Spielen 2014 in Sotschi konnte Northug den Erwartungen nicht gerecht werden und war der zehnte Rang im Sprint seine beste Platzierung im Einzel. Im Skiathlon 16. und im Massenstartrennen über 50 Kilometer in der freien Technik kam er als 18. ins Ziel. Im Teamsprint und mit der Staffel kam er auf den vierten Platz. Die Saison beendete er auf den neunten Rang im Distanzweltcup und den sechsten Platz im Gesamtweltcup.
In der Saison 2014/15 belegte er den 15. Platz bei der Nordic Opening in Lillehammer und zunächst den zweiten Rang hinter Martin Johnsrud Sundby bei der Tour de Ski 2015. Im Juli 2016 wurde Sundby dieser Sieg wegen Dopings aberkannt und Northug holte damit nachträglich seinen ersten Tour de Ski Gesamtsieg. Beim Sprint in Ruka und über 15 km in Davos errang er den zweiten Platz. Im Januar 2015 wurde er norwegischer Meister im Skiathlon. Bei den Nordischen Skiweltmeisterschaften 2015 in Falun gewann er vier Goldmedaillen. Er wurde Weltmeister im Sprint, über 50 km, mit der Staffel und zusammen mit Finn Hågen Krogh im Teamsprint. Er erreichte damit als erster Sportler fünf Weltmeistertitel in Folge mit der Langlaufstaffel. Im Skiathlon wurde er Elfter und im Freistilrennen über 15 Kilometer belegte er den 62. Rang. Zum Saisonende erreichte er den achten Platz im Sprintweltcup, den fünften Platz im Distanzweltcup und den zweiten Platz im Gesamtweltcup. Im März 2015 siegte er außerdem beim Skimarathon Storlirennet über 36 km Freistil. Ende 2015 gewann Northug zum zweiten Mal die die Wahl zu Norwegens Sportler des Jahres.
Zu Beginn der Saison 2015/16 belegte er den dritten Platz bei der Sprintetappe der Nordic Opening in Ruka, die er auf dem zweiten Gesamtrang beendete. Beim folgenden Weltcup in Lillehammer siegte er mit der Staffel. Die Tour de Ski 2016 beendete er auf dem vierten Rang. Dabei kam er in der Lenzerheide im 30-km-Massenstartrennen und im 15-km-Verfolgungsrennen jeweils auf den zweiten Rang. Bei den norwegischen Meisterschaften in Tromsø gewann er im Skiathlon. Im Februar 2016 errang er beim Sprintweltcup in Stockholm und in Lahti jeweils den dritten Platz und gewann in Drammen den Sprint. Bei der Ski Tour Canada wurde er nach sechs Top-Zehn-Platzierungen darunter zwei zweiten Plätze Dritter in der Gesamtwertung und erreichte den achten Platz im Distanzweltcup und jeweils den zweiten Platz im Sprint und im Gesamtweltcup.

### Formschwäche und Rücktritt (2017–2018)
In der Saison 2016/17 hatte Northug mit einer Formschwäche zu kämpfen, welche auf Übertraining zurückgeführt wurde. Er ließ den Saisonstart aus und verzichtete auch auf die Teilnahme an der Tour de Ski. Aufgrund seiner schwachen bzw. fehlenden Ergebnisse wurde Northug vom norwegischen Nationalteam bei den Nordischen Skiweltmeisterschaften 2017 in Lahti nicht für einen nationalen Startplatz nominiert. Im Sprint und im 50-km-Massenstartrennen stand ihm jedoch als amtierender Weltmeister ein Fixplatz zur Verfügung. Er wurde Achter im 50-km-Massenstartrennen und Fünfter im Sprint. Insgesamt nahm er 2016/17 lediglich an sechs Weltcuprennen teil. Seine beste Platzierung dabei war der vierte Platz im Sprint in Drammen. Zum Saisonende gewann er das Storlirennet über 36 km Freistil, den Fossavatnsgangan über 50 km klassisch und das Flyktningerennet über 42 km klassisch. und belegte beim Ugra Ski Marathon über 50 km Freistil den zweiten Platz.
Auch in der Saison 2017/18 konnte Northug nicht an seine früheren Leistungen anschließen. Den Saisonstart verpasste er krankheitsbedingt erneut. Bei seinem einzigen Weltcupstart landete er nur auf Platz 32. Für die Olympischen Winterspiele 2018 wurde er schlussendlich nicht nominiert.
Am 12. Dezember 2018 beendete Northug seine aktive Karriere.

### Teilnahme bei den Ski Classics (ab 2022)
Vor der Ski Classics Saison 2022/23 gründete Northug sein eigenes Ski Classics Team, das „Team Northug Crucible“. Zuvor richtete Northug mehrmals den sogenannten Janteloppet über 20 Kilometer aus, an dem viele Langlaufgrößen wie Therese Johaug oder auch Johannes Høsflot Klæbo teilnahmen. In seiner ersten Saison erreichte Northug den 36. Platz bei den Ski Classics und sein Team den 28. Platz von 35 Teams. Vor der Saison 2023/24 wurde sein Team zum „Team Janteloppet“ umbenannt. Außerdem wurde der Janteloppet zu den Ski Classics aufgenommen und die Distanz auf 100 Kilometer erhöht.
Bei den norwegischen Meisterschaften 2024 in Lillehammer gewann er im Teamsprint zusammen mit seinem Bruder Even Silber.

## Erfolge

### Medaillen bei Olympischen Winterspielen
- 2010 in Vancouver: Gold im Teamsprint, Gold über 50 km klassisch, Silber mit der Staffel, Bronze im Sprint

### Medaillen bei Weltmeisterschaften
- 2007 in Sapporo: Gold mit der Staffel
- 2009 in Liberec: Gold im Skiathlon, Gold mit der Staffel, Gold über 50 km Freistil
- 2011 in Oslo: Gold im Skiathlon, Gold mit der Staffel, Gold über 50 km Freistil, Silber im Sprint, Silber im Teamsprint
- 2013 im Val di Fiemme: Gold über 15 km Freistil, Gold mit der Staffel, Silber im Sprint
- 2015 in Falun: Gold im Sprint, Gold im Teamsprint, Gold mit der Staffel, Gold über 50 km klassisch

### Siege bei Weltcuprennen

#### Weltcupsiege im Einzel
| Nr. | Datum             | Ort               | Disziplin                       |
| --- | ----------------- | ----------------- | ------------------------------- |
| 1.  | 8. März 2006      | Falun             | 20 km Skiathlon                 |
| 2.  | 10. März 2007     | Lahti             | 1,2 km Sprint Freistil          |
| 3.  | 6. Dezember 2008  | La Clusaz         | 30 km Freistil Massenstart      |
| 4.  | 7. März 2009      | Lahti             | 1,2 km Sprint Freistil          |
| 5.  | 29. November 2009 | Kuusamo           | 15 km klassisch Individualstart |
| 6.  | 19. Dezember 2009 | Rogla             | 1 km Sprint klassisch           |
| 7.  | 20. Dezember 2009 | Rogla             | 30 km klassisch Massenstart     |
| 8.  | 13. März 2010     | Oslo              | 50 km Freistil Massenstart      |
| 9.  | 21. März 2010     | Stockholm / Falun | Gesamtwertung Weltcup-Finale    |
| 10. | 20. März 2011     | Stockholm / Falun | Gesamtwertung Weltcup-Finale    |
| 11. | 27. November 2011 | Kuusamo           | Gesamtwertung Nordic Opening    |
| 12. | 10. Dezember 2011 | Davos             | 30 km Freistil Individualstart  |
| 13. | 17. Dezember 2011 | Rogla             | 15 km klassisch Massenstart     |
| 14. | 2. Dezember 2012  | Kuusamo           | Gesamtwertung Nordic Opening    |
| 15. | 1. Februar 2013   | Sotschi           | 1,8 km Sprint Freistil          |
| 16. | 10. März 2013     | Lahti             | 15 km klassisch Individualstart |
| 17. | 13. März 2013     | Drammen           | 1,3 km Sprint klassisch         |
| 18. | 24. März 2013     | Stockholm / Falun | Gesamtwertung Weltcup-Finale    |
| 19. | 11. Januar 2015   | Tour de Ski       | Gesamtwertung                   |
| 20. | 3. Februar 2016   | Drammen           | 1,2 km Sprint klassisch         |

#### Etappensiege bei Weltcuprennen
| Nr. | Datum             | Ort                  | Disziplin                       | Rennen              |
| --- | ----------------- | -------------------- | ------------------------------- | ------------------- |
| 1.  | 4. Januar 2008    | Asiago               | 1,2 km Sprint Freistil          | Tour de Ski 2007/08 |
| 2.  | 1. Januar 2009    | Nové Město na Moravě | 1,2 km Sprint Freistil          | Tour de Ski 2008/09 |
| 3.  | 1. Januar 2010    | Oberhof              | 3,75 km Prolog Freistil         | Tour de Ski 2009/10 |
| 4.  | 2. Januar 2010    | Oberhof              | 15 km Verfolgung klassisch 1    | Tour de Ski 2009/10 |
| 5.  | 6. Januar 2010    | Toblach              | 35 km Verfolgung Freistil 1     | Tour de Ski 2009/10 |
| 6.  | 20. März 2010     | Falun                | 20 km Skiathlon                 | Weltcup-Finale 2010 |
| 7.  | 8. Januar 2011    | Val di Fiemme        | 20 km klassisch Massenstart     | Tour de Ski 2010/11 |
| 8.  | 19. März 2011     | Falun                | 20 km Skiathlon                 | Weltcup-Finale 2011 |
| 9.  | 26. November 2011 | Kuusamo              | 10 km Freistil Individualstart  | Nordic Opening 2011 |
| 10. | 29. Dezember 2011 | Oberhof              | 3,75 km Prolog Freistil         | Tour de Ski 2011/12 |
| 11. | 1. Januar 2012    | Oberstdorf           | 20 km Skiathlon                 | Tour de Ski 2011/12 |
| 12. | 29. Dezember 2012 | Oberhof              | 4 km Prolog Freistil            | Tour de Ski 2012/13 |
| 13. | 3. Januar 2013    | Toblach              | 35 km Verfolgung Freistil 1     | Tour de Ski 2012/13 |
| 14. | 20. März 2013     | Stockholm            | 1,1 km Sprint klassisch         | Weltcup-Finale 2013 |
| 15. | 22. März 2013     | Falun                | 3,3 km Prolog Freistil          | Weltcup-Finale 2013 |
| 16. | 4. Januar 2014    | Val di Fiemme        | 10 km klassisch Individualstart | Tour de Ski 2013/14 |
| 17. | 4. Januar 2015    | Oberstdorf           | 15 km Verfolgung klassisch 1    | Tour de Ski 2015    |
| 18. | 8. Januar 2015    | Toblach              | 25 km Verfolgung Freistil 1     | Tour de Ski 2015    |

#### Weltcupsiege im Team
| Nr. | Datum             | Ort                  | Disziplin             |
| --- | ----------------- | -------------------- | --------------------- |
| 1.  | 25. März 2007     | Falun                | 4 × 10 km Staffel 2   |
| 2.  | 24. Februar 2008  | Falun                | 4 × 10 km Staffel 3   |
| 3.  | 23. November 2008 | Gällivare            | 4 × 10 km Staffel 4   |
| 4.  | 7. Dezember 2008  | La Clusaz            | 4 × 10 km Staffel 5   |
| 5.  | 22. November 2009 | Beitostølen          | 4 × 10 km Staffel 6   |
| 6.  | 20. November 2011 | Sjusjøen             | 4 × 10 km Staffel 7   |
| 7.  | 12. Februar 2012  | Nové Město na Moravě | 4 × 10 km Staffel 8   |
| 8.  | 25. November 2012 | Gällivare            | 4 × 7,5 km Staffel 9  |
| 9.  | 6. Dezember 2015  | Lillehammer          | 4 × 7,5 km Staffel 10 |

### Siege bei Continental-Cup-Rennen
| Nr. | Datum             | Ort        | Disziplin                       | Serie            |
| --- | ----------------- | ---------- | ------------------------------- | ---------------- |
| 1.  | 16. Dezember 2005 | Vuokatti   | 15 km Freistil Individualstart  | Scandinavian Cup |
| 2.  | 14. Januar 2006   | Skellefteå | 15 km klassisch Individualstart | Scandinavian Cup |
| 3.  | 15. Januar 2006   | Skellefteå | 15 km Freistil Individualstart  | Scandinavian Cup |
| 4.  | 25. Februar 2006  | Nes        | 2 × 15 km Skiathlon             | Scandinavian Cup |

### Siege bei Worldloppet-Cup-Rennen
Anmerkung: Vor der Saison 2015/16 hieß der Worldloppet Cup noch Marathon Cup.
| Nr. | Datum             | Ort     | Rennen      | Disziplin                  |
| --- | ----------------- | ------- | ----------- | -------------------------- |
| 1.  | 16. Dezember 2012 | Livigno | La Sgambeda | 42 km Freistil Massenstart |
| 2.  | 15. Dezember 2013 | Livigno | La Sgambeda | 42 km Freistil Massenstart |

## Teilnahmen an Weltmeisterschaften und Olympischen Winterspielen

### Olympische Spiele
| Jahr und Ort   | Wettbewerb | Wettbewerb | Wettbewerb | Wettbewerb | Wettbewerb | Wettbewerb |
| Jahr und Ort   | 15 km      | Skiathlon  | 50 km      | Sprint     | Staffel    | Teamsprint |
| -------------- | ---------- | ---------- | ---------- | ---------- | ---------- | ---------- |
| 2010 Vancouver | 41.        | 11.        | 1.         | 3.         | 2.         | 1.         |
| 2014 Sotschi   | –          | 16.        | 18.        | 10.        | 4.         | 4.         |

### Nordische Skiweltmeisterschaften
| Jahr und Ort       | Wettbewerb | Wettbewerb | Wettbewerb | Wettbewerb | Wettbewerb | Wettbewerb |
| Jahr und Ort       | 15 km      | Skiathlon  | 50 km      | Sprint     | Staffel    | Teamsprint |
| ------------------ | ---------- | ---------- | ---------- | ---------- | ---------- | ---------- |
| 2007 Sapporo       | 24.        | 5.         | –          | –          | 1.         | 7.         |
| 2009 Liberec       | 29.        | 1.         | 1.         | –          | 1.         | –          |
| 2011 Oslo          | –          | 1.         | 1.         | 2.         | 1.         | 2.         |
| 2013 Val di Fiemme | 1.         | 4.         | 21.        | 2.         | 1.         | 11.        |
| 2015 Falun         | 62.        | 11.        | 1.         | 1.         | 1.         | 1.         |
| 2017 Lahti         | –          | –          | 8.         | 5.         | –          | –          |

## Statistik

### Weltcup-Platzierungen
Die Tabelle zeigt die erreichten Platzierungen im Einzelnen.
- 1.–3. Platz: Anzahl der Podiumsplatzierungen
- Top 10: Anzahl der Platzierungen unter den ersten zehn
- Punkteränge: Anzahl der Platzierungen innerhalb der Punkteränge
- Starts: Anzahl gelaufener Rennen in der jeweiligen Disziplin
- Hinweis: Bei den Distanzrennen erfolgt die Einordnung gemäß FIS.

| Platzierung         | Distanzrennen a | Distanzrennen a | Distanzrennen a | Distanzrennen a | Distanzrennen a | Skiathlon Verfolgung | Sprint | Etappen- rennen b | Gesamt | Team   | Team    |
| Platzierung         | ≤ 5 km          | ≤ 10 km         | ≤ 15 km         | ≤ 30 km         | > 30 km         | Skiathlon Verfolgung | Sprint | Etappen- rennen b | Gesamt | Sprint | Staffel |
| ------------------- | --------------- | --------------- | --------------- | --------------- | --------------- | -------------------- | ------ | ----------------- | ------ | ------ | ------- |
| 1. Platz            | 4               | 2               | 4               | 3               | 1               | 9                    | 9      | 6                 | 38     |        | 9       |
| 2. Platz            | 2               | 1               | 4               | 2               |                 | 6                    | 10     | 4                 | 29     |        | 1       |
| 3. Platz            | 3               | 1               | 2               |                 |                 | 2                    | 6      | 3                 | 17     |        | 2       |
| Top 10              | 12              | 5               | 28              | 7               | 4               | 24                   | 46     | 17                | 143    | 2      | 14      |
| Punkteränge         | 15              | 9               | 46              | 10              | 7               | 49                   | 62     | 19                | 217    | 2      | 14      |
| Starts              | 15              | 11              | 49              | 13              | 9               | 52                   | 70     | 19                | 238    | 2      | 14      |
| Stand: Karriereende |                 |                 |                 |                 |                 |                      |        |                   |        |        |         |

### Weltcup-Wertungen
| Saison  | Gesamt | Gesamt | Distanz | Distanz | Sprint | Sprint |
| Saison  | Punkte | Platz  | Punkte  | Platz   | Punkte | Platz  |
| ------- | ------ | ------ | ------- | ------- | ------ | ------ |
| 2005/06 | 309    | 14.    | 225     | 14.     | 84     | 24.    |
| 2006/07 | 443    | 7.     | 119     | 24.     | 124    | 18.    |
| 2007/08 | 475    | 12.    | 166     | 24.     | 181    | 14.    |
| 2008/09 | 1220   | 2.     | 492     | 3.      | 308    | 5.     |
| 2009/10 | 1621   | 1.     | 749     | 1.      | 352    | 2.     |
| 2010/11 | 1236   | 2.     | 512     | 4.      | 204    | 7.     |
| 2011/12 | 1199   | 3.     | 619     | 5.      | 140    | 21.    |
| 2012/13 | 1561   | 1.     | 632     | 3.      | 329    | 2.     |
| 2013/14 | 580    | 6.     | 206     | 9.      | 94     | 25.    |
| 2014/15 | 1047   | 2.     | 401     | 5.      | 214    | 8.     |
| 2015/16 | 1602   | 2.     | 526     | 8.      | 476    | 2.     |
| 2016/17 | 94     | 65.    | 1       | 118.    | 93     | 27.    |

### Platzierungen bei Weltcup-Etappenrennen
| Saison  | Nordic Opening | Tour de Ski | Weltcup-Finale | Ski Tour Canada |
| ------- | -------------- | ----------- | -------------- | --------------- |
| 2006/07 | –              | 4.          | –              | –               |
| 2007/08 | –              | 8.          | 6.             | –               |
| 2008/09 | –              | 2.          | 4.             | –               |
| 2009/10 | –              | 2.          | 1.             | –               |
| 2010/11 | –              | 2.          | 1.             | –               |
| 2011/12 | 1.             | 3.          | –              | –               |
| 2012/13 | 1.             | 4.          | 1.             | –               |
| 2013/14 | 13.            | 3.          | –              | –               |
| 2014/15 | 15.            | 1.          | –              | –               |
| 2015/16 | 2.             | 4.          | –              | 3.              |
| 2016/17 | –              | –           | –              | –               |

## Sonstiges
Northug gehört zu der Generation der norwegischen Skilangläufer, die ihr Training seit der Aufnahme in den Kader systematisch erfasst haben (Puls- und Belastungswerte sowie Streckenlänge etc. jedes Trainings). Hierbei stellte es sich heraus, dass er bedeutend mehr und mit wesentlich niedrigerer Intensität trainiert hat, als die Konkurrenz in Deutschland oder anderen nicht-skandinavischen Ländern. Während in Deutschland ca. ein Drittel des Lauftrainings oberhalb der anaeroben Schwelle stattfindet, war es bei diesen Norwegern nur 9 %.
Seit Sommer 2007 wird Northug, der in Norwegen sehr schnell ein großes Medieninteresse auf sich zog, aber aufgrund unüberlegter Äußerungen und seiner als arrogant gewerteten Zieleinläufe auch schnell an Sympathien verlor, in außersportlichen Angelegenheiten von Bjørn Dæhlie beraten.
Im Juli 2010 nahm Northug am Main Event der World Series of Poker im Rio All-Suite Hotel and Casino am Las Vegas Strip teil und belegte den 653. Platz von 7319 Spielern. Dafür erhielt er ein Preisgeld von rund 20.000 US-Dollar. Mitte August 2010 spielte er bei der European Poker Tour in Barcelona und kam bei einem Side-Event der Variante No Limit Hold’em sowie beim Main Event ins Geld.
Am 4. Mai 2014 verursachte Northug einen Verkehrsunfall mit 1,65 Promille Alkohol im Blut. Dabei entstand ein hoher Sachschaden und sein Beifahrer wurde verletzt. Im Anschluss an den Unfall behauptete er, dass nicht er, sondern sein Mitfahrer gefahren sei. Am 9. Oktober 2014 wurde er dafür zu 50 Tagen Haft, 185.000 NOK Geldstrafe und fünf Jahren Führerscheinentzug verurteilt. Im August 2020 gab er bekannt, von der Polizei wegen überhöhter Geschwindigkeit angehalten worden zu sein. Diese fand anschließend bei ihm zu Hause ca. 10 Gramm Kokain. Northug gab anschließend per Pressekonferenz ein Drogenproblem zu. Im folgenden Dezember wurde er wegen Rasens und Drogenbesitzes zu sieben Monaten Haft verurteilt.
Northugs jüngere Brüder Tomas, der bei den Juniorenweltmeisterschaften 2010 die Goldmedaille im Sprintwettbewerb und mit der norwegischen Staffel gewann, und Even sind ebenfalls Skilangläufer.
2020 veröffentlichte Northug eine Weihnachtssingle mit dem Titel Petters jul (Petters Weihnachten). In der ersten Dezemberwoche schaffte er damit den Einstieg in die norwegischen Charts.